# Troglophilus adamovici
Troglophilus adamovici är en insektsart som beskrevs av Us 1974. Troglophilus adamovici ingår i släktet Troglophilus och familjen grottvårtbitare. Inga underarter finns listade i Catalogue of Life.